# Amalia von Schattenhofer
Amalia von Schattenhofer, nascida Amalia Schweinhammer-Baader (1763–1840) foi uma colecionadora de arte alemã e pintora amadora.
Nascida em Erding de um médico, Georg Schewinhammer, que morreu quando ela tinha oito anos, Amalie foi adoptada pelo seu padrasto, Ferdinand Maria Baader, com quem sua mãe logo se casou, e cujo nome ela adoptou. Foi aluna de Johann Jakob Dorner, o Velho, que dirigiu a galeria de arte em Munique, e como parte da sua formação copiou as pinturas holandesas e italianas da colecção. Em 1790, com o apoio de Johann Andreas Stein, tornou-se no segundo membro honorário feminino da Augsburger Kunstakademie. O seu marido era o Kanzler des Münchner Damenstiftes St. Anna. Von Schattenhofer produziu uma série de retratos em giz colorido e em pastel. Estes foram gravados, assim como várias cópias após o trabalho de Georg Friedrich Schmidt; todos foram assinados com o monograma "AB". Outras cópias, a partir do trabalho de artistas como Guido Reni e Angelica Kauffman, também são conhecidas. Um conjunto de gravuras encontra-se actualmente na coleção do Museu de Arte da Filadélfia.